# Jasione
Jasione és un gènere nadiu d'Europa que pertany a la família campanulàcia.

## Descripció
Són herbes anuals, bienals o perennes. Tenen flors pedicelades disposades en capítols densos envoltats d'una sèrie de bràctees. El seu calze té 5 dents. Corol·la dividida gairebé fins a la base en 5 lòbuls linears més llargs que les dents del calze. Estams amb filaments lliures i anteres linears o oblongues unides a la base. Estil solitari, amb 2 estigmes. Càpsula erecta, que s'obre en 2 valves apicals curtes.

## Taxonomia
El gènere fou descrit per Carl von Linné i va ser publicat a Species Plantarum 2: 928-929. 1753. L'espècie tipus és: Jasione montana L.

## Espècies seleccionades
- Jasione amethysthina
- Jasione bulgarica
- Jasione crispa
- Jasione echinata
- Jasione foliosa
- Jasione heldreichii
- Jasione humilis
- Jasione laevis (= Jasione perennis)
- Jasione lusitanica
- Jasione montana
- Jasione sphaerocephala
- Jasione tomentosa